# Deutschland (1998)
Deutschland — круизное судно, находящееся в собственности компании Absolute Nevada и эксплуатируемое оператором Semester at Sea. Судно было построено в 1998 году на верфи Howaldtswerke-Deutsche Werft AG в городе Киль в Германии. В мае 2015 года судно сменило флаг Германии на флаг Багамских островов. Порт приписки — Нассау. С сентября 2015 по апрель 2016 года судно называлось World Odyssey.

## История
Киль спроектированного для осуществления круизных рейсов судна был заложен 1 декабря 1996 года на верфи Howaldtswerke-Deutsche Werft AG в Киле под заводским номером 328.
16 января 1998 года судно впервые всплыло после затопления дока. Передача судна пароходству состоялась 11 мая 1998 г. после его крещения бывшим президентом ФРГ Рихардом фон Вайцзеккером 16 мая 1998 г. круизное судно Deutschland отправилось в свой первый рейс в направлении Норвегии. В программе эксплуатации судна круизы по всему миру. Из российских портов посещает Санкт-Петербург на Балтике.
Именно на этом судне в круиз по Южной Америке должны были отправиться пассажиры сверхзвукового самолёта Concorde, вылетевшего из Парижа в Нью-Йорк и потерпевшего катастрофу 25 июля 2000 года. Олимпийский комитет Германии использовал судно Deutschland для ночёвки болельщиков и фанатов во время проведения летних Олимпийских игр 2012 года в Лондоне, и на борту судна, в Champions Club, 7 августа 2012 года отмечали победу Роберта Хартинга в метании диска. 15 августа 2012 года на круизном судне Deutschland вернулись домой 217 спортсменов, которых в Гамбургский порт пришли встречать 10 000 человек.
В августе 2014 года швартовался в порту Архангельск.

## Происшествия
После «олимпийского рейса» пароходство Peter Deilmann GmbH выставило счёт Немецкому хоккейному союзу (Deutscher Hockey-Bund) в размере полмиллиона евро за причинённый материальный ущерб. К ответственности также привлекут арендатора судна, компанию DerTour, организатора поездки, а также устроителя праздничной тусовки TOP Sportevents.

## Галерея

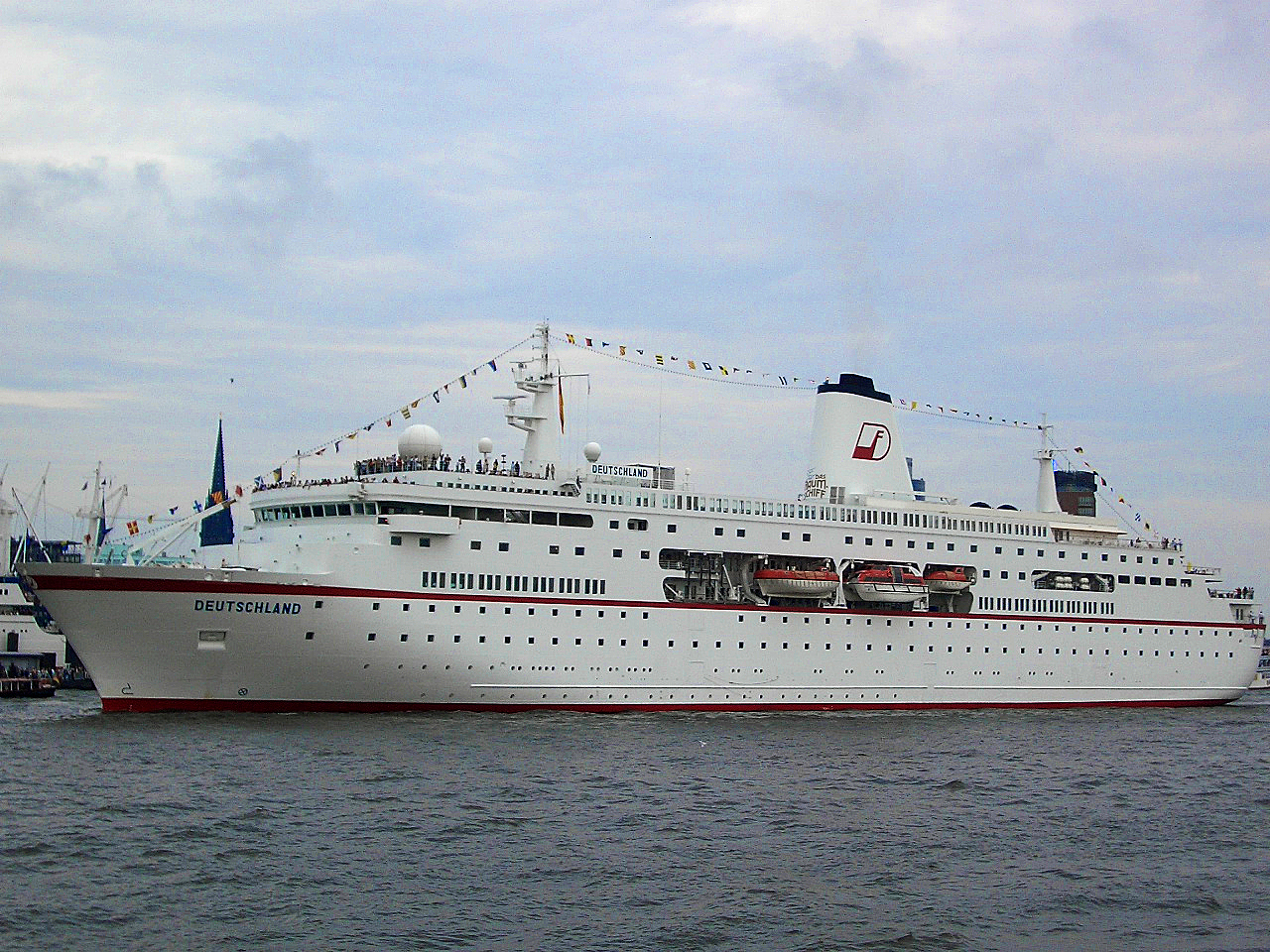
Труба со старым лого
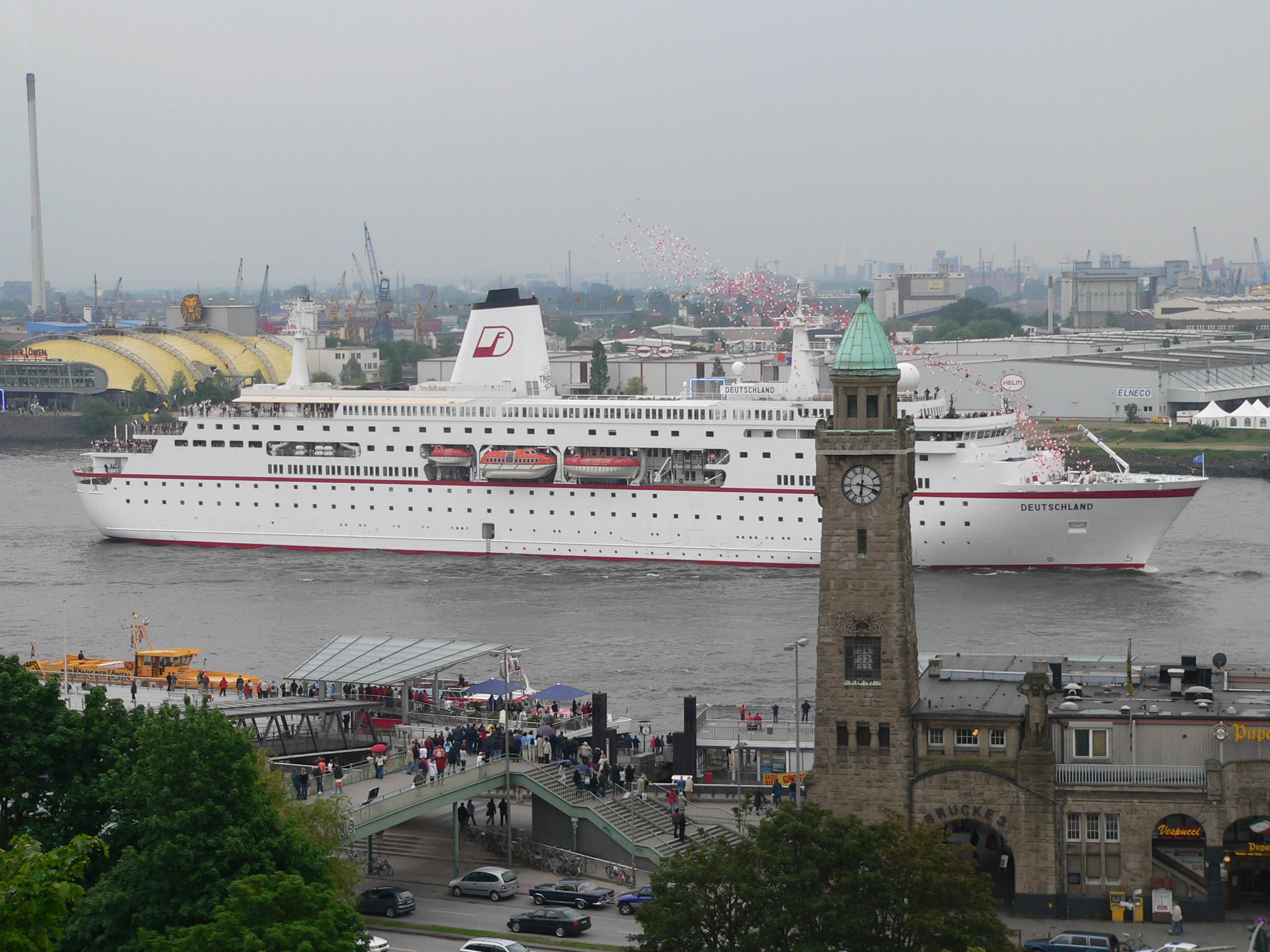
Deutschland в Гамбурге
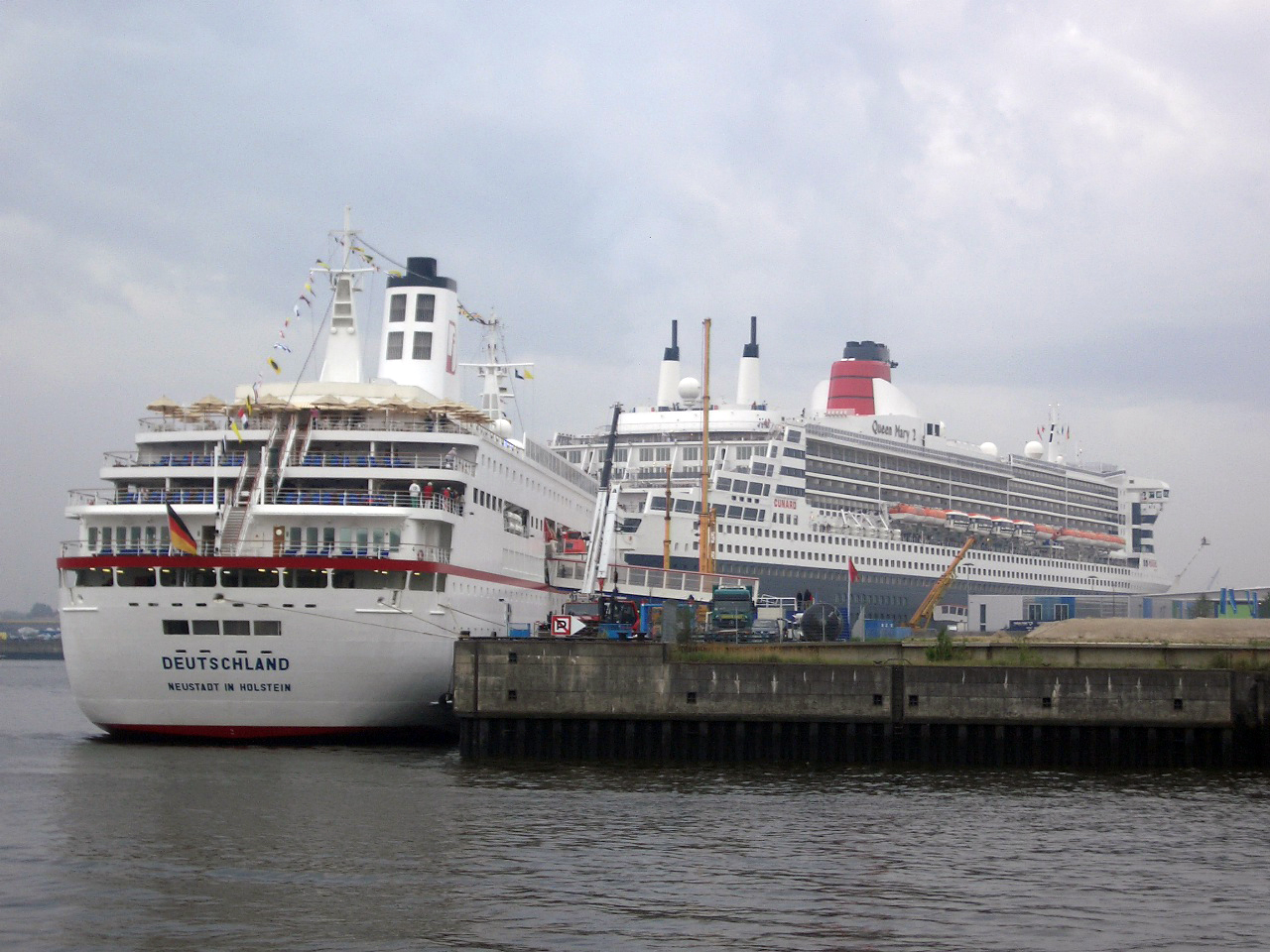
Порт приписки на корме и флаг судна Deutschland
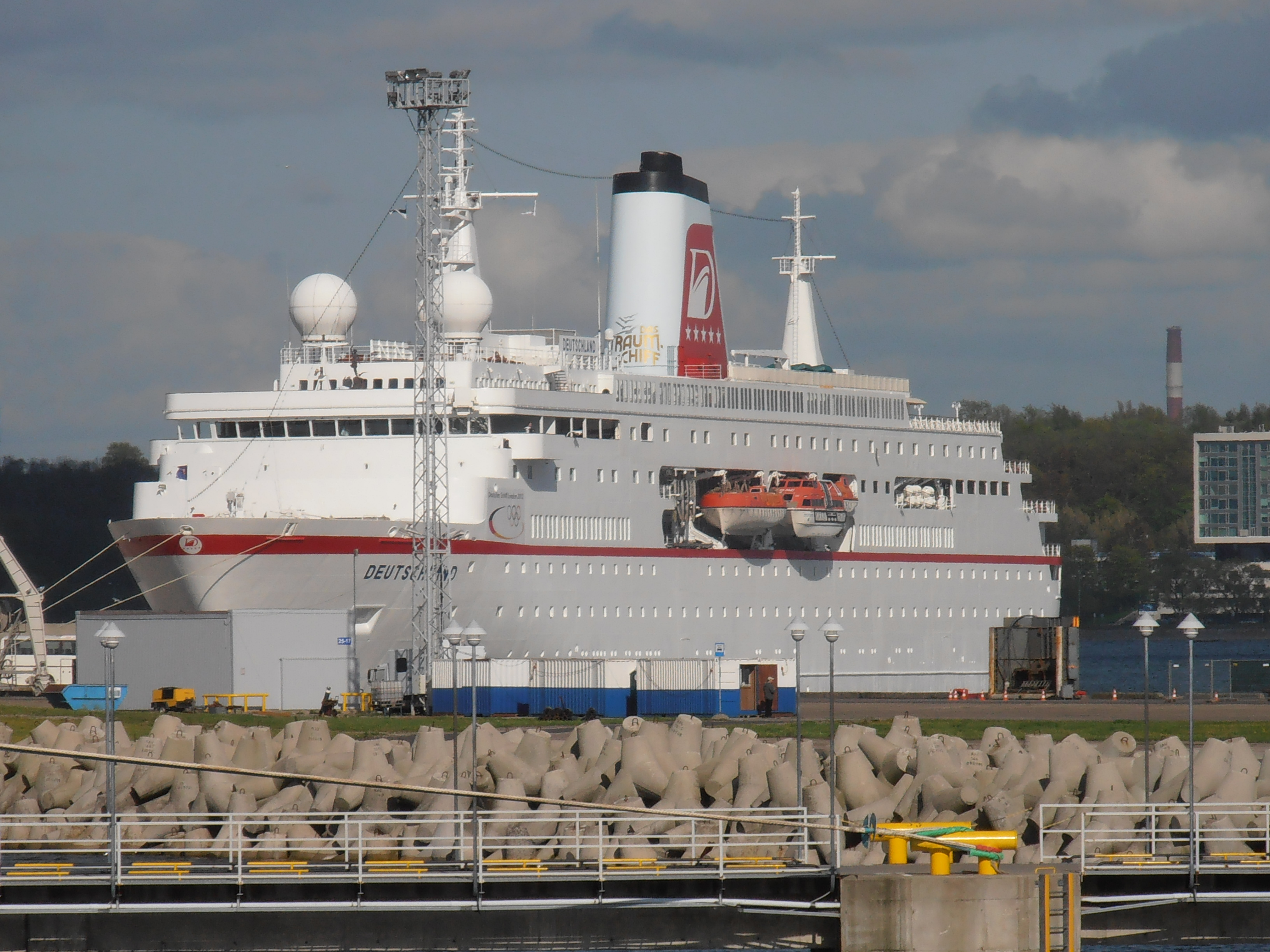
Deutschland в Таллине
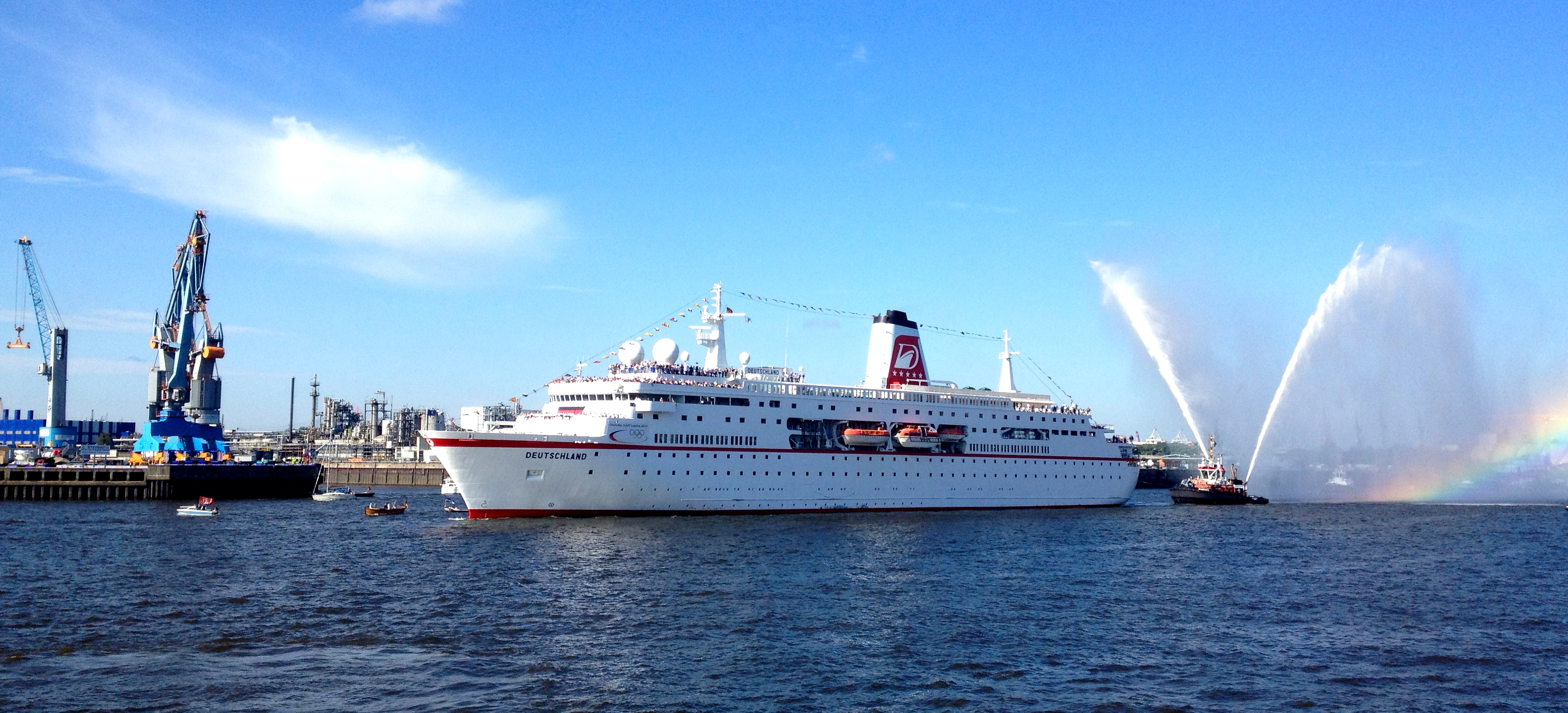
Прибытие Deutschland в Гамбург с олимпийцами на борту
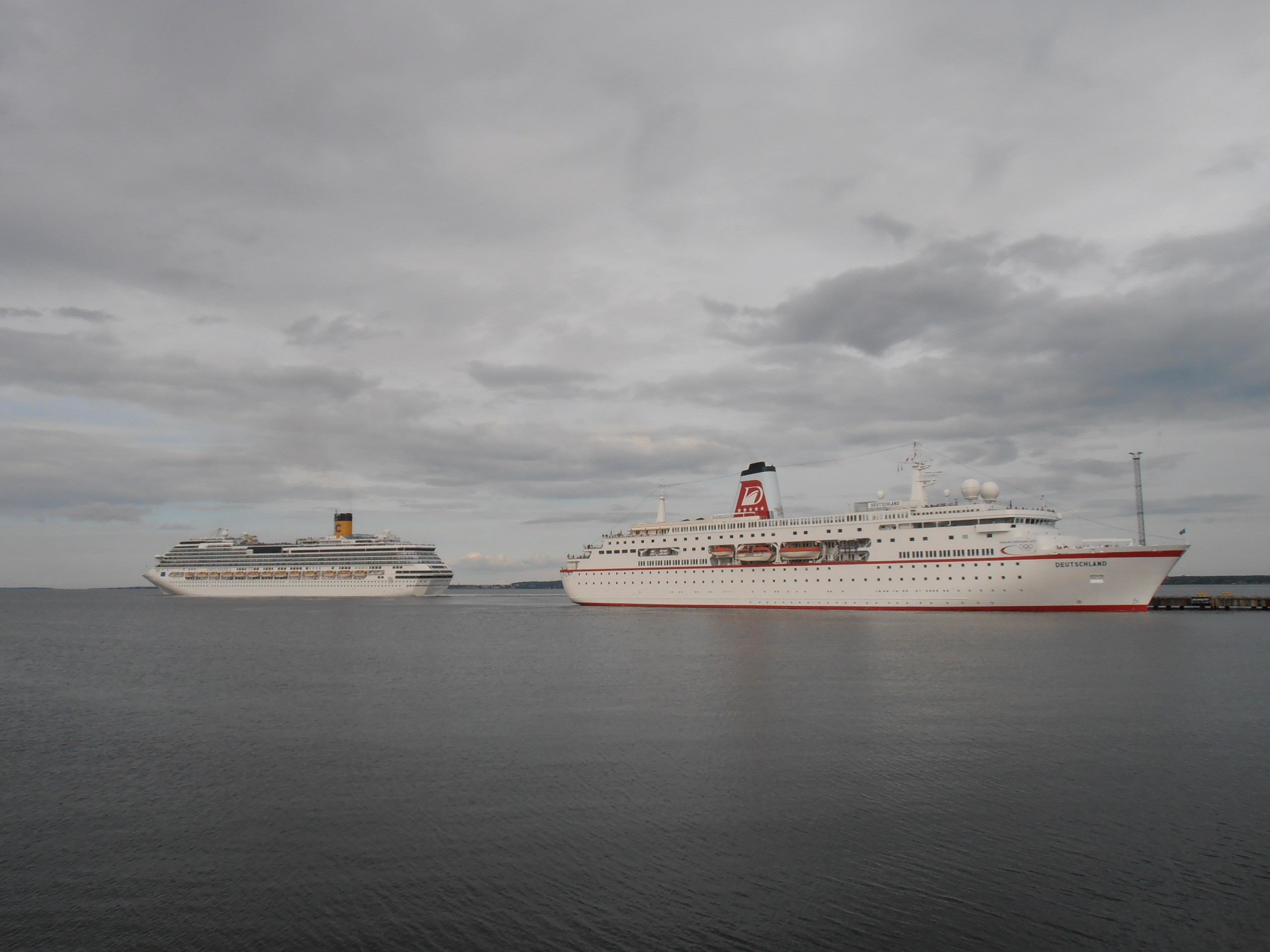
Отправление Deutschland из Таллина 26 августа 2012 года почти точно по расписанию в 17 часов